# Козацьке (Покровський район)
Козацьке — село Гродівської селищної громади Покровського району Донецької області, Україна. У селі мешкає 190 людей.

## Загальні відомості
Відстань до райцентру становить близько 13 км і проходить переважно автошляхом Н32.
Землі села межують з територією м. Мирноград Мирноградської міської ради Донецької області.
Поруч розташована Шахта «5/6».

## Населення
За даними перепису 2001 року населення села становило 190 осіб, із них 44,21 % зазначили рідною мову українську та 55,79 % — російську.